# Dołno Kozarewo
Dołno Kozarewo (bułg. Долно Козарево) – wieś w Bułgarii, w obwodzie Tyrgowiszte, w gminie Omurtag. Według danych szacunkowych Ujednoliconego Systemu Ewidencji Ludności oraz Usług Administracyjnych dla Ludności, 15 grudnia 2018 roku miejscowość liczyła 421 mieszkańców.